# Dendropsophus carnifex
|  | Aquest article tracta sobre la granota. Vegeu-ne altres significats a «Carnifex (desambiguació)». |

Dendropsophus carnifex és una espècie de granota que viu a l'Equador i, possiblement també, a Colòmbia.